# Расс Файнголд
Рассел Дана «Расс» Файнголд (англ. Russell Dana «Russ» Feingold; нар. 2 березня 1953) — американський політик-демократ, сенатор США з 1993 по 2011 рік, сенатор штату Вісконсин з 1983 по 1993 рік.
Під час першого голосування по Патріотичному акту, був єдиним сенатором, який проголосував проти цього закону. Згадувався як можливий кандидат на президентських виборах 2008 року, але після проміжних виборів 2006 року вирішив не брати участь. У 2010 році Файнголд не зміг переобратися до сенату і його місце зайняв республіканець Рон Джонсон.

## Біографія
Файнголд народився у Джейнсвіллі, штат Вісконсин, в єврейській родині, яка оселилися тут у 1917 році. Його бабуся і дідусь вихідці з Росії та Галичини, його батько, Леон Файнголд (1912–1980) був адвокатом, а мати, Сільвія Файнголд (уроджена Бінсток, 1918–2005) учителем французької мови і співвласником невеликої компанії. Расс Файнголд був одним з чотирьох дітей і як він зазначав, на його майбутню кар'єру політика вплинули старший брат і батько.
У 1972 році Файнголд підтримував президентську кампанію мера Нью-Йорка Джона Ліндсей, а пізніше президентські кампанії Мо Юдалла і Едварда Кеннеді.
Після закінчення вищої школи Джозефа Крейга, Рассел навчався в Університеті Вісконсин-Медісон, який закінчив з відзнакою і ступенем бакалавра гуманітарних наук у 1975 році. Отримавши стипендію Родса, він продовжив навчання в Оксфордському університеті, де отримав ступінь бакалавра мистецтв у 1977 році. Повернувшись до США, у 1979 році закінчив з відзнакою і ступенем доктора права юридичну школу Гарварда.
Файнголд працював адвокатом у приватних юридичних фірмах Foley & Lardner і La Follette & Sinykin з 1979 до 1985 року.

## Кар'єра і політика
У 1982 році він був обраний до Сенату штату Вісконсин, де працював протягом 10 років, до обрання у Сенат США.
Основна увага Файнголда була приділена законодавчій реформі фінансування виборчих кампаній, торговельній політиці, реформі охорони здоров'я, захисту навколишнього середовища, багатосторонній зовнішній політиці, соціальному забезпеченню, а також ліквідації смертної кари і марнотратних витрат бюджету.
Він виступав проти угоди про вільну торгівлю між США, Канадою і Мексикою, а також проти ряду інших угод про вільну торгівлю.
У травні 2006 року Файнголд проголосував за законопроєкт S.2611 про імміграційну реформу, яка, серед іншого, передбачає збільшити число робочих віз H-1B майже у 2 рази. Виступав як один із затятих противників смертної кари, у 2002 році став співавтором (разом з Джоном Корзайном) Національного закону про мораторій на смертну кару. У 2009 році, на 111-му скликанні Конгресу США, він вніс Федеральний закон про скасування смертної кари.
26 січня 2009 Файнголд, разом з Томом Харкіном та Робертом Бердом стали єдиними демократами, які проголосували проти призначення Тімоті Гайтнера на посаду міністра фінансів США.
Всіляко підтримує заходи з надання допомоги ветеранам, є співавтором бюджетної реформи по догляду за ветеранами та закону про прозорість, прийнятого у жовтні 2009 року. У 2010 році асоціацією ветеранів був названий «законодавцем року».